# Cocuța Conachi
Cocuța Conachi, född 1828, död 1870, var en rumänsk furstinna och politisk aktivist, känd för sitt arbete för enandet av Rumänien. 